# 7,5 cm KwK 42

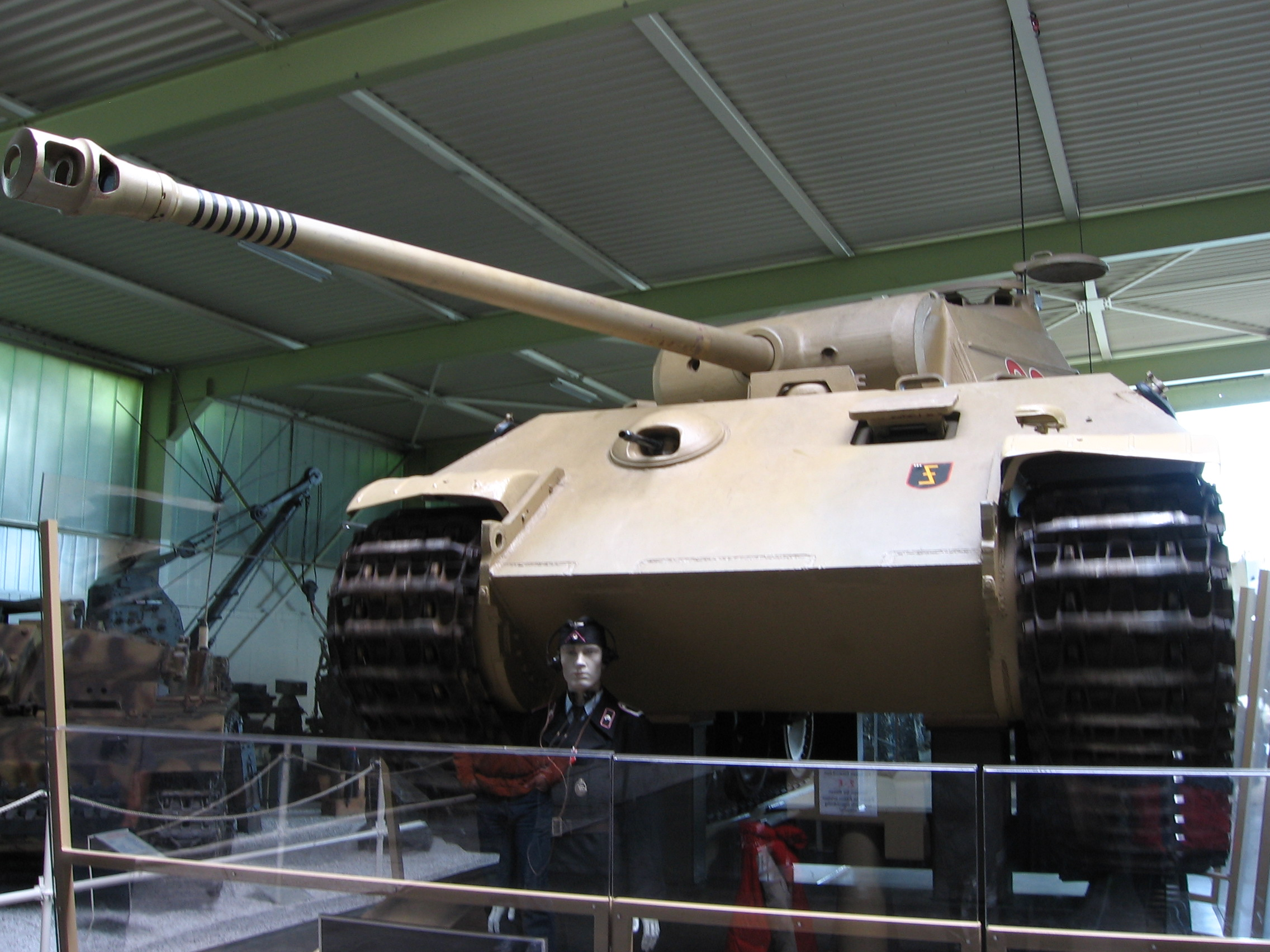
Pz.Kpfw V Panther equipado con un KwK 42.

El 7,5 cm KwK 42 L/70 (7,5 cm Kampfwagenkanone 42 L/70) era un cañón para vehículos blindados alemán diseñado y fabricado por Rheinmetall-Borsig AG en Unterlüß durante la Segunda Guerra Mundial. El arma se utilizó como armamento principal del carro Panther y el cazatanques Jagdpanzer IV/70 (A y V). Cuando se montaba en un cazacarros la designación era 7,5 cm PaK 42 (7,5 cm Panzerabwehrkanone 42).
La característica más sobresaliente del arma era su elevada velocidad de salida, que le permitía muy buena precisión y una muy importante capacidad de perforación. Cuando el KwK 42 entró en servicio equipando al Panther en 1943, podía perforar más blindaje que casi cualquier cañón de tanque o antitanque enemigo. En este aspecto era más poderoso que el célebre KwK 36 de 88 mm del Tiger I al usar munición perforante típica (APCBC-HE), aunque no con la de núcleo rígido. Con cualquier tipo de munición, el KwK 42 de 75 mm tenía un rendimiento inferior al KwK 36 de 88 mm a largas distancias debido a la más rápida pérdida de velocidad que experimentaba el proyectil más ligero como resultado de la fricción con el aire. Además, al ser de un calibre inferior, la munición de alto explosivo era menos eficaz.
El cañón era activado eléctricamente, lo que significa que la cápsula fulminante se encendía con una carga de electricidad y sin aguja percutora; la recámara era semiautomática, así que inmediatamente después de un disparo la vaina servida era mecánicamente eyectada y la abertura estaba lista para introducir otro proyectil. Al cargar munición, la parte posterior de la recámara se cerraba automáticamente y el cañón estaba listo para disparar nuevamente. Utilizaba tres tipos de munición fija (proyectil y propelente vienen juntos de fábrica): APCBC-HE, APCR y HE.
Después de la Segunda Guerra Mundial, una versión modificada del arma continuó en producción en Francia como CN-75-50 y equipó al vehículo ligero AMX-13 y al tanque M50 Super Sherman del Estado de Israel, un M4 con la torre modificada para acomodar un arma mayor.

## Especificaciones del KwK 42 y PaK 42
- Tipo: Cañón de tanque (KwK 42) / Cañón anticarro (Pak 42)
- Calibre: 75 mm
- Largo en calibres (L/): 70 (es decir, una longitud setenta veces el diámetro del cañón)
- Longitud del cañón: 5,25 m
- Recámara: semiautomática
- Masa (incluyendo freno y recámara): 1.000 kg
- Retroceso: 400 mm (normal), 430 mm (máximo)
- Alcance máximo: 10 km (fuego indirecto)
- Miras: TZF 12 o 12a (Panther) / Sfl.ZF 1a (Jagdpanzer IV/70 (A) y (V))

## Datos de la munición

### APCBC-HE
Munición de punta perforante con punta balística y carga explosiva
- - Designación: Panzergranate 39/42 (Pzgr. 39/42)
  - Tipo: APCBC-HE
  - Masa del proyectil: 6,8 kg
  - Carga explosiva: 18 g de RDX
  - Masa del cartucho entero: 14,3 kg
  - Longitud total: 89,32 cm
  - Longitud de la vaina: 640 mm
  - Velocidad de salida: 925 m/s
  - Perforación de plancha homogénea de acero a 90° / 30° de la horizontal.
  - a 0 m: 167 / 133 mm
  - a 450 m: 149 / 121 mm
  - a 900 m: 133 / 110 mm
  - a 1350 m: 118 / 99 mm
  - a 1850 m: 104 / 89 mm
  - a 2300 m: 91 / 79 mm

### APCR
Munición de punta perforante con núcleo rígido subcalibrado de tungsteno
- - Designación: Panzergranate 40 (Hk) (Pzgr. 40/42)
  - Tipo: APCR
  - Masa del proyectil: 4,75 kg
  - Masa del cartucho entero: 11,55 kg
  - Longitud total: 87,52 cm
  - Longitud de la vaina: 640 mm
  - Velocidad de salida: 1120 m/s
  - Perforación de plancha homogénea de acero a 90° / 30° de la horizontal
  - a 0 m: 230 / 197 mm
  - a 450 m: 198 / 154 mm
  - a 900 m: 170 / 123 mm
  - a 1350 m: 145 / 99 mm
  - a 1850 m: 122 / 80 mm
  - a 2300 m: 103 / 65 mm

### HE
Munición fragmentaria de alto explosivo 
- - Designación: Sprenggranate 42 (Sprgr. 42)
  - Tipo: HE
  - Masa del proyectil: 5,74 kg
  - Masa del cartucho entero: 11,14 kg
  - Longitud total: 92,92 cm
  - Longitud de la vaina: 640 mm
  - Velocidad de salida: 700 m/s